# Гамма-аминомасляная кислота

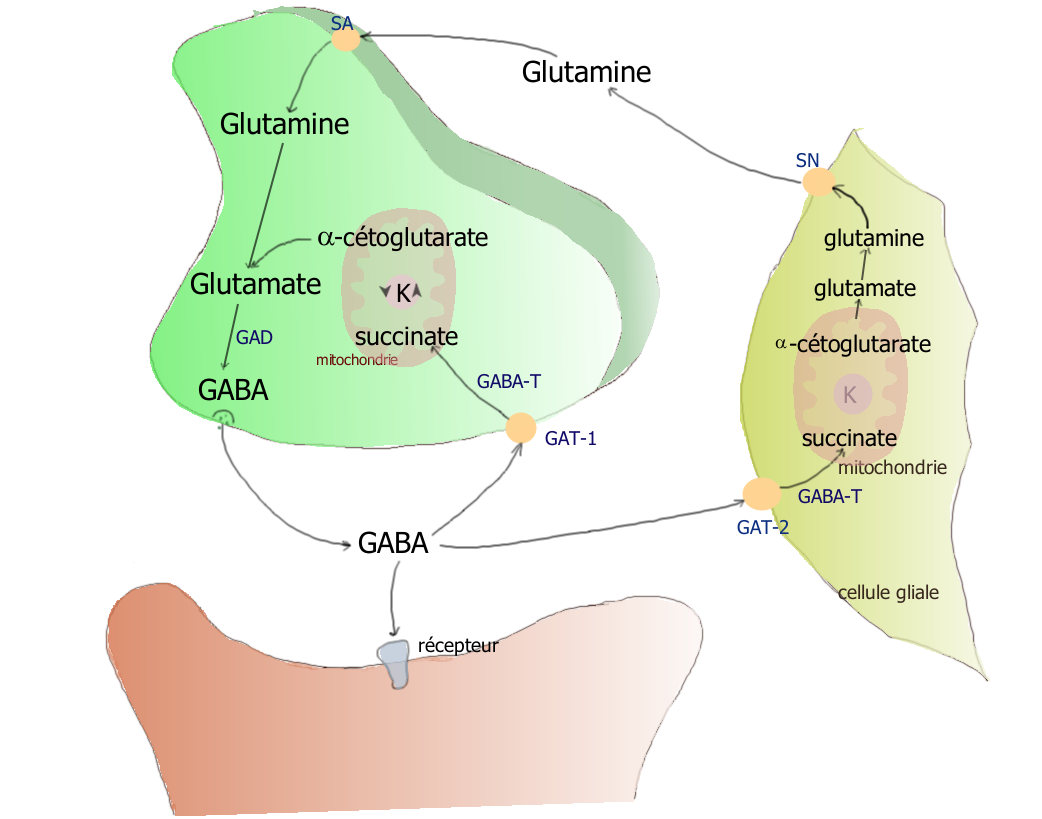
Метаболизм ГАМК, вовлечение глиальных клеток

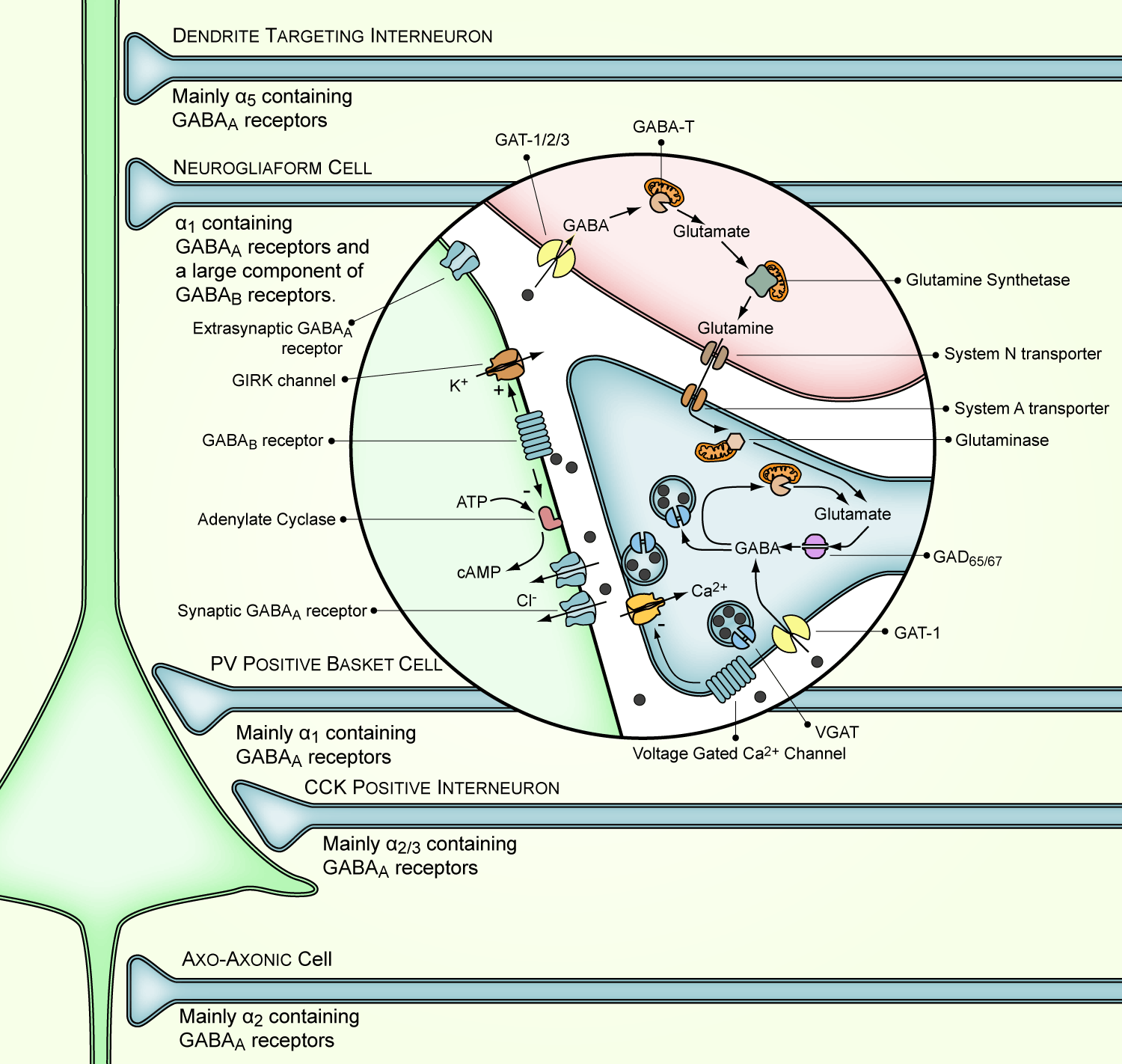
Производство, высвобождение, действие и деградация ГАМК при стереотипном ГАМКергическом синапсе

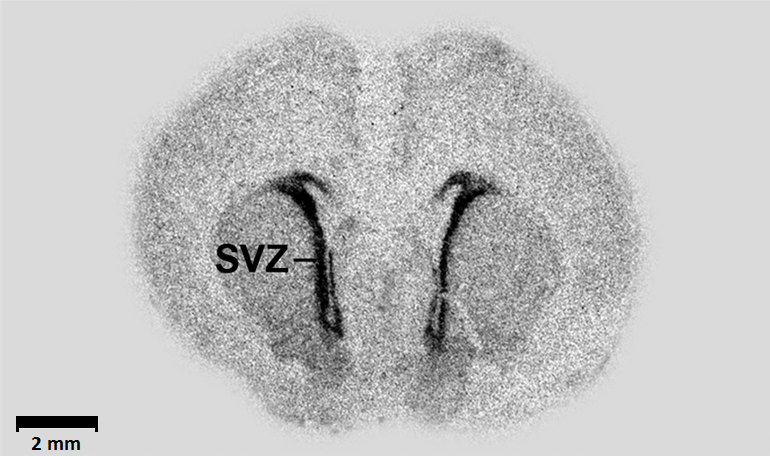
Экспрессия мРНК эмбрионального варианта ГАМК-продуцирующего фермента GAD67 в корональном отделе мозга однодневной Лабораторная крыса с наивысшей экспрессией в субвентрикулярной зоне (svz)

γ-Аминомасляная кислота (гамма-аминомасляная кислота, сокр. ГАМК) — органическое соединение, непротеиногенная аминокислота, важнейший тормозной нейромедиатор центральной нервной системы (ЦНС) человека. Аминомасляная кислота является биогенным веществом. Содержится в ЦНС и принимает участие в нейромедиаторных и метаболических процессах в мозге.

## Получение
Гамма-аминомасляная кислота в организме позвоночных образуется в центральной нервной системе из L-глутаминовой кислоты с помощью фермента глутаматдекарбоксилазы.

## Биологическая активность

### В нервной системе
γ-Аминомасляная кислота выполняет в организме функцию ингибирующего медиатора центральной нервной системы. При выбросе ГАМК в синаптическую щель происходит активация ионных каналов ГАМКA- и ГАМКC-рецепторов, приводящая к ингибированию нервного импульса. Лиганды рецепторов ГАМК рассматриваются как потенциальные средства для лечения различных расстройств психики и центральной нервной системы, к которым относятся болезни Паркинсона и Альцгеймера, расстройства сна (бессонница, нарколепсия), эпилепсия.
Установлено, что ГАМК является основным нейромедиатором, участвующим в процессах центрального торможения.
Вместе с тем, ГАМК не связана исключительно с синаптическим торможением в ЦНС. На ранних этапах развития мозга ГАМК опосредует преимущественно синаптическое возбуждение. В незрелых нейронах ГАМК проявляет возбуждающие и деполяризующие свойства в синергичном взаимодействии с глутаматом. Возбуждающее поведение ГАМК обусловлено высокой внутриклеточной концентрацией ионов хлора, накапливаемого при помощи транспортного белка NKCC, таким образом, открытие ГАМК-рецепторов приводит к потере этих анионов и возникновению ВПСП на мембране нейрона. Во взрослом мозге возбуждающая функция ГАМК сохраняется лишь частично, уступая место синаптическому торможению.
Под влиянием ГАМК активируются также энергетические процессы мозга, повышается дыхательная активность тканей, улучшается утилизация мозгом глюкозы, улучшается кровоснабжение. В экстремальных условиях при большом недостатке энергии ГАМК окисляется в мозге бескислородным путём, при этом выделяется много энергии и нормализуется содержание гистамина и серотонина в мозге.
Действие ГАМК в ЦНС осуществляется путём её взаимодействия со специфическими ГАМКергическими рецепторами, которые в последнее время подразделяют на ГАМКA- и ГАМКB-рецепторы и др. В механизме действия целого ряда центральных нейротропных веществ (снотворных, противосудорожных, судорожных и др.) существенную роль играет их агонистическое или антагонистическое взаимодействие с ГАМК-рецепторами. Связываясь с α- и γ-субъединицами ГАМК-А рецептора, бензодиазепины, барбитураты и некоторые другие депрессанты ЦНС (золпидем, метаквалон) потенцируют, а флумазенил и бемегрид — ослабляют эффекты ГАМК.
Наличие ГАМК в ЦНС было обнаружено в середине 1950-х годов, в 1963 году осуществлён её синтез (Krnjević K., Phillis J. W.). В конце 1960-х годов под названием «Гаммалон» ГАМК была предложена для применения в качестве лекарственного средства за рубежом, затем — под названием «Аминалон» — в России.

### За пределами нервной системы
В 2007 году была впервые описана ГАМКергическая система в эпителии дыхательных путей. Система активируется под воздействием аллергенов и может играть роль в механизмах астмы.
Другая ГАМКергическая система описана в яичках, она может влиять на работу клеток Лейдига.
Исследователи больницы St. Michael, Торонто, Канада, установили в июле 2011 года, что ГАМК играет роль в предотвращении и, возможно, обратном развитии сахарного диабета у мышей.
ГАМК обнаружена в бета-клетках поджелудочной железы в концентрациях, сопоставимых с таковыми в ЦНС. Секреция ГАМК в бета-клетках происходит совместно с секрецией инсулина. ГАМК опосредованно ингибирует секрецию глюкагона, связанную с повышением концентрации глюкозы в крови.
Агонисты ГАМК рецепторов способны повышать концентрацию иммунореактивного гормона роста (irGH) и иммунофункционального гормона роста (ifGH) в состоянии покоя и после физической нагрузки.

## Пищевая добавка
ГАМК в виде пищевых добавок применяется при умственной отсталости, после инсульта и травм мозга, для лечения энцефалопатии и ДЦП.
Традиционно считалось, что экзогенная ГАМК не проникает через гематоэнцефалический барьер, однако более современные исследования ставят это утверждение под сомнение. Во-первых, есть свидетельства того, что ГАМК транспортируется в мозг с помощью специфических мембранных транспортеров GAT2 и BGT-1. А во-вторых, экзогенная ГАМК в форме пищевых добавок может оказывать ГАМКергические эффекты и на энтеральную нервную систему, которая, в свою очередь, стимулирует выработку эндогенной ГАМК.
Это согласуется с хорошо изученным влиянием микробиоты кишечника на настроение, стресс и возбуждение и данными о широком распространении рецепторов ГАМК по всей ЭНС кишечника.
Принимать ГАМК кормящим и беременным женщинам не рекомендуется.
Потребление естественного и биосинтетического ГАМК может оказывать благотворное влияние на стресс и сон. Однако необходимы дальнейшие исследования для установления времени введения дозы, продолжительности и взаимосвязи реакции как для природных, так и для биосинтетических форм ГАМК.